# Feuersnot
Feuersnot ist ein Singgedicht bzw. eine Oper in einem Akt von Richard Strauss (op. 50). Es ist das zweite Bühnenstück des Komponisten. Das Libretto stammt von Ernst von Wolzogen. Vorlage war das flämische Märchen Das erloschene Feuer von Audenaerde aus der Sammlung Niederländische Sagen von Johann Wilhelm Wolf.
Feuersnot ist ein ironisches Zeitstück gegen die Scheinmoral insbesondere der Münchener Bürger. Nach der Uraufführung im Königlichen Opernhaus Dresden 1901 wurde das Stück auf Wunsch des pikierten sächsischen Königshauses abgesetzt.
In der Uraufführung unter der Leitung von Ernst von Schuch wirkten u. a. Annie Krull (Diemut) und Karl Scheidemantel (Kunrad) sowie Ernst Wachter (Jörg Pöschel, der Leitgeb) mit.

## Handlung
Für die Sonnenwendfeier wird von einer Kinderschar Holz gesammelt. Diese erhalten von Diemut, der Tochter des Bürgermeisters, zusätzlich Süßigkeiten. Die Kinder werden auch von Kunrad, einem etwas sonderlichen Bürger, reich beschenkt. Von der Schönheit Diemuts entzückt, küsst er diese, einer plötzlichen Eingebung folgend, vor aller Augen ohne ihr Einverständnis unvermittelt auf den Mund. Obwohl ihr Kunrad durchaus sympathisch ist, fühlt sich Diemut gedemütigt und sinnt auf Rache. Am Abend lockt sie Kunrad durch ein Mittsommernacht-Lied, worauf dieser um Einlass in ihre Kammer bittet. In einem Lastenkorb zieht sie ihn ein Stück empor, lässt den Korb dann jedoch kurz vor dem Ziel stehen. Die Nachbarn eilen herbei und verspotten den bloßgestellten Liebhaber. Daraufhin lässt Kunrad durch Zaubermacht sämtliche Lichter und Feuer der Stadt erlöschen – solange sie nicht „aus heiss jungfräulichem Leibe“ neu entflammt werden. Das Entsetzen der Bürger ist groß. Sie fordern Diemut auf, durch ein Liebesopfer den Zauber zu beenden, woraufhin sie Kunrad im Dunkeln in ihre Kammer zieht und die Lichter und Feuer der Stadt wieder aufflammen.

## Diskographie (Auswahl)
- GA 1978: Gundula Janowitz, John Shirley-Quirk; Erich Leinsdorf, Radio-Symphonie-Orchester Berlin mit dem Tölzer Knabenchor und dem RIAS Kammerchor, Deutsche Grammophon
- GA 1984: Bernd Weikl, Júlia Várady; Heinz Fricke, Münchner Rundfunkorchester mit dem Tölzer Knabenchor und dem Bayerischen Rundfunkchor, Arts Musik